# Pawieł Słobodkin
Pawieł Jakowlewicz Słobodkin (ur. 9 maja 1945 w Moskwie, zm. 8 sierpnia 2017 tamże) – radziecki i rosyjski kompozytor, reżyser, pedagog, wyróżniony w 1993 tytułem Ludowego Artysty Federacji Rosyjskiej. Był założycielem zespołu Wiesiołyje Riebiata działającego od 1968 roku do śmierci kompozytora w 2017.

## Biografia i twórczość
Pawieł Słobodkin urodził się w rodzinie muzyków. Jego ojcem był wiolonczelista Jakow Pawłowicz Słobodkin.
W latach 1962–1964 Słobodkin był reżyserem studia muzyki pop „Nasz dom” (ros. Наш дом) na Uniwersytecie Moskiewskim. W 1964 roku podjął pracę w Ogólnorosyjskim Stowarzyszeniu Turystyczno-Koncertowym, przekształconemu w styczniu 1965 roku w organizację kulturalną Moskoncert, jako dyrygent i dyrektor muzyczny orkiestry, w składzie której znaleźli się ludowi artyści Rosyjskiej FSRR – Helena Wielikanowa i Mark Bernes.

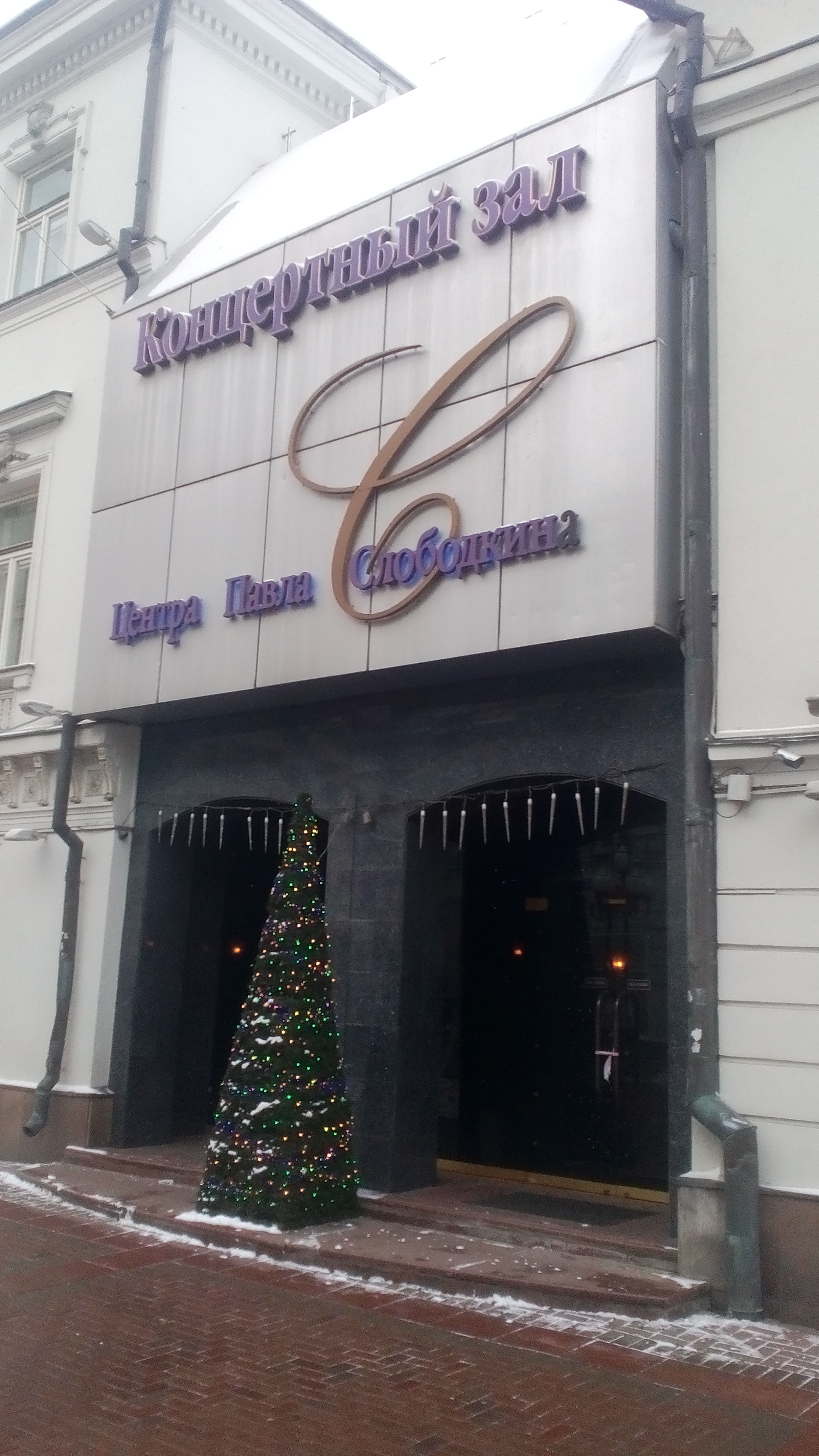
Wejście do sali koncertowej w Centrum Słobodkina w Moskwie.

W 1995 roku Słobodkin napisał musical Ali Baba i 40 rozbójników. Premiera odbyła się w teatrze im. Jewgienija Wachtangowa w listopadzie tego samego roku.
W 2002 roku ukończona została budowa Moskiewskiego Centrum Teatralno-Koncertowego im. Pawła Słobodkina z salą kameralną na 600 miejsc. Ceremonia otwarcia odbyła się 1 lutego 2002. W 2003 roku Pawieł Słobodkin założył podległą pod Centrum Moskiewską Orkiestrę Kameralną. Również w 2003 roku Słobodkin wraz z zespołem Wiesiołyje Riebiata otrzymał złotą płytę od kierownictwa wydawnictwa Miełodija.
W 2006 roku Słobodkin ukończył pracę nad musicalem Magiczna lampa Aladyna, którego premiera odbyła się w listopadzie w teatrze im. Simonowa.

### Wiesiołyje Riebiata
Znaczna część działalności Pawła Słobodkina była bezpośrednio związana z zespołem wokalno-instrumentalnym Wiesiołyje Riebiata, założonym przez niego w 1968 roku. Zespół odnosił liczne sukcesy na arenie międzynarodowej, zarówno w obrębie państw Układu Warszawskiego, jak i na Zachodzie. W składzie natomiast znalazło się wielu znanych radzieckich piosenkarzy, takich jak m.in. Ałła Pugaczowa czy Aleksandr Gradski.

### Działalność dydaktyczna
W latach 1981–1996 Pawieł Słobodkin wykładał na Rosyjskim Uniwersytecie Sztuki Teatralnej jako kierownik muzyczny kursów aktorskich i reżyserskich, jest też twórcą kursów Gatunki muzyczne na scenie i Podstawy nagrywania i montażu dźwięku.

### Śmierć
8 sierpnia 2017 roku Pawieł Słobodkin zmarł w Moskwie po długotrwałej chorobie, przeżywszy 73 lata. Wraz z jego śmiercią zespół Wiesiołyje Riebiata, z którym był związany przez blisko 50 lat, został rozwiązany.
Pogrzeb odbył się 10 sierpnia 2017 roku. Słobodkin został pochowany na Cmentarzu Kuncewskim.

## Nagrody i wyróżnienia
- Zasłużony Artysta RFSRR (29 sierpnia 1989) – za wielkie zasługi w dziedzinie sztuki radzieckiej[10]
- Ludowy Artysta Federacji Rosyjskiej (14 lipca 1993) – za wielkie zasługi w dziedzinie sztuki[1]
- Order Przyjaźni (10 października 2002) – za wieloletnią owocną pracę w dziedzinie kultury i sztuki[11]
- Odznaka honorowa „Za nienaganną służbę dla miasta Moskwy” (29 kwietnia 2005) – za wieloletnią owocną działalność na rzecz stolicy i jej mieszkańców[12]
- Order „Za zasługi dla Ojczyzny” IV stopnia (29 maja 2006) – za wielkie zasługi dla rozwoju kultury muzycznej i wieloletnią owocną pracę[13]
- Podziękowanie Prezydenta Federacji Rosyjskiej (22 listopada 2011) – za wielkie zasługi dla rozwoju kultury narodowej i wieloletnią owocną pracę[14]
- Order Honoru (4 kwietnia 2015) – za zasługi w działalności na rzecz rozwoju kultury narodowej i wieloletnią owocną pracę[15]